# Under the Covers, Vol. 1
Under the Covers, Vol. 1 je první kolaborativní studiové album hudebníků Matthewa Sweeta a Susanny Hoffs. Vydáno bylo v roce 2006 společností Shout! Factory. Album obsahuje celkem patnáct coververzí z šedesátých let. Vedle dvou hlavních představitelů se na nahrávce podíleli například Van Dyke Parks, Richard Lloyd a Ivan Julian. Ústřední dvojice vydala o tři roky později druhé společné album Under the Covers, Vol. 2.

## Seznam skladeb
| Pořadí | Název                           | Autor                                 | Původní interpret        | Délka |
| ------ | ------------------------------- | ------------------------------------- | ------------------------ | ----- |
| 1.     | I See the Rain                  | Junior Campbell a Dean Ford           | The Marmalade            | 3:42  |
| 2.     | And Your Bird Can Sing          | John Lennon a Paul McCartney          | The Beatles              | 2:07  |
| 3.     | It's All Over Now, Baby Blue    | Bob Dylan                             | Bob Dylan                | 3:42  |
| 4.     | Who Knows Where the Time Goes?  | Sandy Denny                           | Fairport Convention      | 5:49  |
| 5.     | Cinnamon Girl                   | Neil Young                            | Neil Young a Crazy Horse | 2:44  |
| 6.     | Alone Again Or                  | Bryan MacLean                         | Love                     | 3:33  |
| 7.     | The Warmth of the Sun           | Brian Wilson a Mike Love              | The Beach Boys           | 3:06  |
| 8.     | Different Drum                  | Michael Nesmith                       | The Stone Poneys         | 2:49  |
| 9.     | The Kids Are Alright            | Pete Townshend                        | The Who                  | 2:48  |
| 10.    | Sunday Morning                  | Lou Reed a John Cale                  | The Velvet Underground   | 3:25  |
| 11.    | Everybody Knows This Is Nowhere | Neil Young                            | Neil Young a Crazy Horse | 2:25  |
| 12.    | Care of Cell 44                 | Rod Argent                            | The Zombies              | 3:54  |
| 13.    | Monday, Monday                  | John Phillips                         | The Mamas & the Papas    | 3:25  |
| 14.    | She May Call You Up Tonight     | Michael Brown a Steve Martin Caro     | The Left Banke           | 2:22  |
| 15.    | Run to Me                       | Barry Gibb, Robin Gibb a Maurice Gibb | Bee Gees                 | 3:06  |

## Obsazení
- Matthew Sweet – zpěv, kytara
- Susanna Hoffs – zpěv, kytara
- Michael Sweet – baskytara, kytara, cembalo, mellotron, varhany, perkuse, klavír, tamburína, zpěv, xylofon
- Ivan Julian – kytara
- Greg Leisz – kytara
- Richard Lloyd – kytara
- Van Dyke Parks – klavír, cembalo, varhany
- Ric Menck – bicí, bonga, tamburína, shaker